# 아이자와 쇼타
아이자와 쇼타(일본어: 相澤 祥太, 1996년 4월 9일~)는 일본의 축구 선수이다.

## 구단 경력
그는 2020년 J3리그의 로아소 구마모토에 입단했다. 2021년 일본 지역 리그의 난카쓰 SC로 이적했고, 4년동안 팀에서 뛰었다.